# The Elder Scrolls IV: Oblivion
The Elder Scrolls IV: Oblivion – fabularna gra akcji stworzona przez Bethesda Game Studios i wydana w 2006 roku przez Take 2 Interactive. Jest to czwarta część serii The Elder Scrolls. Poprawiony w niej został silnik graficzny oraz fizyczny, w którym zastosowano system ragdoll, do tworzenia roślinności zastosowano system SpeedTree. W grze można ujrzeć takie efekty jak falującą wodę, liście, trawę, mapowanie wypukłości na różnych powierzchniach czy postaciach. 11 listopada 2011 roku odbyła się premiera kolejnej gry z serii pod tytułem The Elder Scrolls V: Skyrim. W 2025 roku wydano remaster gry na konsole PlayStation 5 i Xbox Series oraz systemy Windows.

## Fabuła
Akcja dzieje się ok. 433 roku Trzeciej Ery (6 lat po akcji poprzedniej części – The Elder Scrolls III: Morrowind).
Gracz zaczyna przygodę, podobnie jak to miało miejsce w poprzedniej części, czyli jako więzień, tym razem jest ulokowany w lochu stolicy Cyrodiil, Cesarskim Mieście. Niespodziewanie u progu naszej celi pojawia się Cesarz Uriel Septim VII wraz ze swoją strażą, która okazuje się być zaskoczona twoją obecnością, spodziewając się pustej celi. Szybko okazuje się, że znajduje się w niej ukryte przejście, którym Cesarz zamierza potajemnie uciec przed skrytobójcami. Na dodatek, władca rozpoznaje w naszej postaci osobę, którą widział w swoich wizjach jako sojusznika, dlatego decyduje się zabrać nas ze sobą. Przemieszczając się labiryntami korytarzy odpieramy ataki skrytobójców, chroniąc władcę, ale ich ostrza i tak dosięgają Cesarza. Tuż przed swą śmiercią Uriel Septim VII daje nam Amulet Królów – magiczny artefakt, którego następca tronu używa do zapalenia Smoczych Ogni w Świątyni Jedynego w Cesarskim Mieście, by utrzymać magiczne bariery oddzielające Tamriel od Otchłani. 
Ponieważ wszyscy synowie Cesarza zostali zamordowani, Smocze Ognie zagasły i bariery zostały przełamane. Bramy do Otchłani otwierają się po kolei w pobliżach wszystkich miast w prowincji. Celem gracza staje się odnalezienie zaginionego spadkobiercy tronu Septimów – Martina i wspomożenie go w ponownym rozpaleniu Smoczych Ogni, nim całym Tamriel zawładną Daedry i tajemnicza organizacja Mityczny Brzask. Gdy główny bohater wydostaje się z lochów przez kanały, jego pierwszym zadaniem jest dostarczenie Amuletu Królów mnichowi Jauffre'emu w Opactwie Weynon. Jauffre opowiada mu o ostatnim synu cesarza – Martinie. Jest on księdzem w Kvatch. Miasto zostało jednak niemal doszczętnie zniszczone przez Daedry, wychodzące z pobliskich Wrót Otchłani. Po zamknięciu Wrót przez gracza, Martin zgadza się wyruszyć z nim do klasztoru. Po dotarciu okazuje się jednak, że Mityczny Brzask zaatakował Opactwo i zabrał Amulet.
Od teraz naszym zadaniem będzie odzyskanie Amuletu, zamykanie otwierających się Otchłani oraz zjednoczenie miast prowincji w celu wspólnej walki z wrogiem, co ze względu na podziały między przywódcami miast, nie będzie proste.

## Rozgrywka
Gra charakteryzuje się swobodą podczas eksploracji świata. W porównaniu do poprzedniej części zostały dodane elementy urealistyczniające rozgrywkę. Wymienić tu można brak możliwości sprzedaży kradzionych przedmiotów uczciwym kupcom oraz zamykanie przez kupców sklepów na noc, dodano również funkcję jazdy konno. Jak w każdej grze RPG, na początku rozgrywki istnieje możliwość personalizacji postaci; po ustaleniu takich parametrów jak rasa i wygląd, gracz może wybrać główne umiejętności (Major Skills), których rozwój warunkuje zdobywanie kolejnych poziomów. Rozwój ten zależny jest od częstości używania danej umiejętności, na przykład jeżeli gracz zechce rozwinąć umiejętność posługiwania się mieczem, powinien używać go jak najczęściej. Natomiast gdy celem gracza staną się umiejętności alchemiczne, to powinien zbierać jak najwięcej składników i warzyć z nich mikstury. Możliwości systemu umiejętności w grze zostały poszerzone, oprócz poziomu umiejętności w skali od 1 do 100 dodano zdobywanie 5 rang (Nowicjusz, Uczeń, Czeladnik, Ekspert, Mistrz) nadawanych co 25 poziomów danej umiejętności. Każda następna ranga przynosi kolejne korzyści, np. Mistrz Alchemii robi mikstury z jednego składnika i przyrządu (są cztery), natomiast Ekspert Płatnerstwa może reperować ekwipunek powyżej 100% naprawy, przez co naprawiony przez niego oręż jest lepszy niż ten zakupiony w sklepie. Początkowo walka ogranicza się do atakowania i blokowania ciosów. Wraz z rozwojem postaci dochodzą nowe możliwości, np. przybliżenie podczas strzelania z łuku. W przeciwieństwie do np. pierwszej części gry Gothic, gracz nie musi osiągnąć pewnej ilości punktów umiejętności, aby móc używać lepszego ekwipunku, choć doświadczona postać wykorzystuje go znacznie efektywniej.

### Klasy i profesje
Tak jak w poprzedniej grze z serii, Morrowind, gracz może wybrać jedną z kilkunastu klas, bądź stworzyć własną. Klasa postaci gracza określa jakie umiejętności musi on rozwijać, aby zdobywać kolejne poziomy. Przykładowymi klasami są:
inkwizytor, mag, mag bitewny (oprócz rozwiniętej magii potrafi obronić się mieczem), mag zbrojny (może używać ciężkich pancerzy), łucznik, paladyn, rycerz, wojownik czy złodziej.

### Alchemia
Alchemia jest jedną z siedmiu umiejętności składających się na sztukę magii. Gracz może dowolnie mieszać i łączyć różne składniki, aby uzyskać odpowiednią substancję. Na początku wiedzę potrzebną do eksperymentów można znaleźć w księgach, które znajdują się w sklepach np. Dzielnicy Handlowej w Cesarskim Mieście. Do warzenia substancji gracz potrzebuje przynajmniej moździerza i tłuczka. Potem można zdobyć zaawansowaną aparaturę: alembiki, retorty, i palniki. Do sporządzenia specyfiku potrzeba co najmniej dwóch składników o podobnych właściwościach. Aby zdobyć odpowiednie składniki, należy przeszukiwać lasy, polany, brzegi jezior czy rzek lub kupić je od kapłanów, alchemików bądź magów w miastach i osadach. To, czy uda się graczowi miksturę stworzyć, zależy od poziomu umiejętności w dziedzinie Alchemii, a jej moc będzie zależeć od użytego sprzętu.

### Wampiryzm
Podobnie jak w grze Morrowind, również w Oblivionie gracz może stać się wampirem. Sposób rozgrywki wampirem został zmieniony w stosunku do TES III. W grze, aby zostać wampirem, należy zarazić się podczas walki z nim lub podczas snu. Można nim się również stać po ukończeniu większości zadań w gildii Mroczne Bractwo. Zalety bycia wampirem to modyfikatory do Akrobatyki, Atletyki, Destrukcji, Walki Wręcz, Iluzji, Mistycyzmu, Skradania się, Siły, Siły Woli i Szybkości oraz dodatkowe czary. Głównymi wadami wampirów w grze jest ich podatność na słońce (wampiry mogą wychodzić na powierzchnię jedynie w nocy) oraz konieczność picia krwi postaci niezależnych. Jeżeli gracz stał się już wampirem i chce się wyleczyć z tej choroby, musi wykonać specjalne zadanie z Gildii Magów, polegające na skomponowaniu mikstury-odtrutki. Raz wyleczona z wampiryzmu postać nie może się nim zarazić po raz kolejny.

## Świat gry
Gracz porusza się po prowincji Cyrodiil, będącej częścią cesarstwa Tamriel. Na jej terenie znajduje się 8 miast (dziewiąte jest całkowicie zniszczone) oraz kilkanaście wiosek. Ponadto na drodze można spotkać wiele jaskiń, kopalni, fortów i elfickich ruin. Podczas eksploracji obszaru dostępnego w grze, dane jest graczowi obserwować dość realistycznie odwzorowany świat – przykładami są tu zmieniające się pory dnia, poruszająca się na wietrze roślinność, płynąca woda, dopracowany system fizyki („Havok”), efekty pogodowe.
Podróżować można na dwa sposoby: poprzez wskazanie na mapie miejsca, na które w czasie wędrówki bohater już się natknął (opcja szybkiego przemieszczenia bez obawy o ataki ze strony potworów lub wrogich bohaterów niezależnych) albo przez zwyczajną wędrówkę (pieszą lub konną), pozwalającą w ten sposób odkryć nowe lokacje na mapie. Wraz z postępem rozgrywki w wielu miejscach na mapie pojawiają się wrota do domeny w Otchłani należącej do Daedrycznego Księcia Mehrunesa Dagona. Bramy do Otchłani dość mocno kontrastują z normalnym krajobrazem – mają kształt daedrycznej litery „O”, a z ich wnętrza wyziera piekielny ogień Otchłani. Obecność takiej bramy jest sygnalizowana przez zmianę koloru nieba (z obecnej barwy zmienia się w typową dla Otchłani czerwień) oraz grzmotami piorunów – zmiany te zachodzą nawet, jeśli przedtem był słoneczny, bezchmurny dzień.
Gracz ma za zadanie zamknąć jak największą ich liczbę. Fauna i flora Otchłani nie są przyjazne dla kogokolwiek z zewnątrz. Krajobraz charakteryzuje się czarno-czerwonymi barwami, niebezpieczną roślinnością, jeziorami bulgoczącej lawy, czerwonym niebem, wiszącymi ludzkimi ciałami oraz wrogo nastawionymi daedrami. Architektura Otchłani charakteryzuje się monumentalizmem i nieregularnymi kształtami. Budowle wykonane są z nieznanego czarnego metalu, niemal zawsze mają kształt wieży. Każde wrota utrzymywane są przez Kamień Pieczęci, który znajduje się w największej wieży danego obszaru – Wieży Pieczęci.
Tak jak w poprzednich częściach serii, oprócz głównego wątku gracz może wypełniać wiele zadań pobocznych i służyć w gildiach. Oprócz dołączenia do gildii magów, wojowników, złodziei i zabójców (Mroczne Bractwo), gracz może zostać gladiatorem na stołecznej arenie.

### Główne postacie i organizacje
- Baurus – członek tajnej organizacji Ostrza. Były przyboczny Cesarza Uriela Septima. Po jego śmierci pomaga w walce z siłami Mehrunesa Dagona. Ostatecznie po zwycięstwie staje się przybocznym Martina Septima, nowego Cesarza Cyrodiil.
- Uriel Septim – cesarz Tamriel, zginął w lochach pod więzieniem podczas ucieczki z miasta tajemnym przejściem. Zleca głównemu bohaterowi by uratował cesarstwo od zagłady, przekazując mu Amulet Królów.
- Mityczny Brzask – daedryczny kult służący Mehrunesowi Dagonowi. Stoją za zabójstwem Uriela Septima VII. Przywódcą tej organizacji jest Mankar Camorański.
- Mehrunes Dagon – daedryczny książę zniszczenia. Główny przeciwnik w grze.
- Martin Septim – ksiądz z katedry w Kvatch, nieślubny syn i ostatni dziedzic Uriela Septima, cesarza Cyrodiil. Bohater ratuje go ze zrujnowanego przez daedry miasta Kvatch i eskortuje do klasztoru Weynon, aby oraz oznajmić mu, że jest jedynym żyjącym potomkiem zmarłego władcy Uriela Septima. W finale głównego wątku, Martin dzięki mocy Amuletu Królów przemienia się w smoka, awatara Akatosha, dzięki czemu udaje mu się pokonać Dagona i raz na zawsze zamknąć Wrota Otchłani.
- Jauffre – wielki mistrz zakonu Ostrzy, mnich mieszkający w Opactwie Weynon. Po uratowaniu Martina z ruin Kvatch, udaje się wraz z nim do Świątyni Władcy Chmur, by chronić następcę Uriela.
- Gildia Magów – stowarzyszenie magów, które swą siedzibę ma w Cesarskim Mieście (Imperial City). Magowie przeprowadzają tam różnorakie eksperymenty magiczne. Aby dostać się na uniwersytet, należy zdobyć rekomendacje u wszystkich szefów organizacji w innych miastach.
- Gildia Złodziei – stowarzyszenie złodziei, którzy stoją po stronie biedaków i żebraków, ich szefem jest Szary Lis. Oficjalnie żołnierze gwardii cesarskiej zaprzeczają istnienia takowej gildii.
- Mroczne Bractwo – aby dołączyć do tej tajemniczej gildii, należy zabić niewinną osobę (dowolnego NPC). Podczas snu pojawi się wysłannik gildii z ofertą dołączenia. Stowarzyszenie zajmuje się morderstwami niewygodnych osób i tych stojących im na przeszkodzie.
- Gildia Wojowników – głównym założeniem tego stowarzyszenia jest pomoc ludziom, którzy jej potrzebują. Członkowie tej gildii zabijają potwory, monstra i ludzi zagrażających miastom i wsiom.
- Zakon Ostrzy – przyboczna straż Cesarza chroniąca go własnym życiem. Dowódcą tej frakcji jest Jauffre. Gracz ma możliwość dołączenia do Ostrzy po uratowaniu Martina Septima z Kvatch. Ostrza zajmują Twierdzę Władcy Chmur w górach Jerall.

## Dodatki
Do gry The Elder Scrolls IV: Oblivion wydano dwa oficjalne dodatki, są to:
- Knights of the Nine – gracz ma możliwość przywdziać świętą zbroję paladyna oraz pokonać złego boga.
- Shivering Isles – gracz ma możliwość dostania się do królestwa daedrycznego księcia szaleństwa – Sheogoratha.

Ponadto wydano małe rozszerzenia, które można zakupić na oficjalnej stronie gry:
- Horse Armor Pack – gracz ma możliwość zakupu zbroi dla swojego konia.
- Fighter's Stronghold – gracz otrzymuje do dyspozycji obszerną fortecę dla wojowników.
- Mehrunes' Razor – dodatek dodaje nowe podziemie oraz artefakt: tytułową Brzytwę Mehrunesa.
- Orrery – gracz ma możliwość pomocy Gildii Magów w odnalezieniu części dwemerskiego obserwatorium.
- Spell Tomes – gracz ma możliwość uczenia się zaklęć z książek.
- Thieves Den – gracz otrzymuje statek piracki oraz własną załogę.
- Vile Lair – gracz otrzymuje podziemne mieszkanie, idealne dla wampira.
- Wizard's Tower – gracz otrzymuje wieżę dla czarodzieja.

### Modyfikacje
Dzięki udostępnieniu edytora do gry o nazwie Construction Set, który umożliwia tworzenie własnych dodatków, w internecie pojawiła się ogromna ilości nieoficjalnych modyfikacji. Jednak w ich przypadku, z faktu tworzenia przez różne osoby, mogą pojawić się problemy z ich wzajemną kompatybilnością, przez co konieczne jest stosowanie narzędzi poprawiających kolejność załadowywania modów do gry (BOSS, Wrye Bash, OBMM). Oblivion obsługuje do 255 wczytanych jednocześnie dodatków. Wczytanie bardzo dużej ilości dodatków, ze względu na zwiększenie ilości zmiennych globalnych oraz skryptów w grze, negatywnie wpływa na wydajność gry.
Największe nieoficjalne dodatki do gry:
- Oscuro's Oblivion Overhaul[7] – rozbudowuje grę o nowe lokacje, stworzenia, przedmioty, balansuje grę, dodaje sporo zadań pobocznych.
- Martigen's Monster Mod[8] – dodaje nowe stworzenia do gry.
- Francesco's leveled creatures/items mod[9] – rozszerza grę o ponad 1400 przedmiotów, dodaje ponad 120 stworzeń oraz balansuje grę na wyższych poziomach postaci.
- FCOM Convergence[10] – łączy największe dodatki do gry, m.in. trzy powyższe.
- Midas Magic Spells of Aurum[11] – mod ten dodaje ponad 300 nowych czarów do gry, np. słup ognia.
- Deadly Reflex[12] – mod dodający kilkadziesiąt nowych ruchów w walce bronią białą, np. odcięcie głowy.
- The Lost Spires[13] – dodaje nową organizację – Gildię Archeologów – i zadania z nią związane.
- Unique Landscapes[14] – zestaw dodatków, które upiększają krajobraz gry.
- Qarl's Texture Pack 3[15] – są to wyższej rozdzielczości tekstury, które poprawiają jakość grafiki w grze.
- Unofficial Oblivion Patch[16] – poprawia ponad 1700 bugów oraz 70 tys. błędów lokalizacji przedmiotów, które nie zostały poprawione w oficjalnych patchach.
- Unofficial Official Mods Patch[17] – poprawia kilkadziesiąt bugów występujących w oficjalnych modach do Obliviona.
- Unofficial Shivering Isles Patch[17] – poprawia ponad 270 bugów występujących w dodatku Shivering Isles.
- Open Cities[18] – otwiera wejścia do miast (brak wczytywania podczas wchodzenia do miast).
- Better Cities[19] – poprawia wygląd miast, wymaga mocnego komputera.
- Nehrim – Am Rande des Schicksals[20] – całkowita konwersja do gry TES IV: Oblivion, nazywana przez autorów „najprawdziwszą nową grą”. Jej akcja rozgrywa się na zupełnie nowym kontynencie (tytułowy Nehrim), wprowadza nową fabułę i zadania oraz zmienia mechanikę gry. Dialogi w modzie zostały w pełni udźwiękowione, skomponowano też nową ścieżkę dźwiękową. Czas przejścia gry oceniany jest na 50 godzin. Nehrim otrzymał nagrodę Mod of the Year 2010 Editors Choice – Best Singleplayer Mod serwisu ModDB[21].
- Oldblivion[22] – program pozwalający grać w Obliviona bez znacznej straty jakości na słabszych komputerach z kartami graficznymi nieobsługującymi DirectX 9 i wyższych.

Dzięki możliwości tworzenia dodatków, społeczność wokół gry jest wciąż aktywna. Jedna z największych stron poświęconych dodatkom do The Elder Scrolls IV: Oblivion skupia wokół siebie ponad 2 mln użytkowników. Korzystanie z nieoficjalnych, bezpłatnych dodatków jest w pełni legalne.